# Hana Ezrová
Hana Kopáčková-Ezrová, született Hana Kopáčková (1927. március 26. – 2020. január 19.) világbajnoki bronzérmes csehszlovák válogatott cseh kosárlabdázó.
Férje Josef Ezr (1923–2013) Európa-bajnok csehszlovák válogatott cseh kosárlabdázó.

## Pályafutása
1946 és 1953 között a Dynamo Praha, 1953 és 1955 között a Slavia Praha, 1955 és 1960 között a Sparta Praha játékosa volt. 1946 és 1957 között hetven alkalommal szerepelt a csehszlovák válogatottban. 1957-ben világbajnoki bronzérmes lett a csapattal. 1950 és 1956 között az Európa-bajnokságokon két-két ezüst- és bronzérmet nyert a válogatottal.

## Sikerei, díjai
- Világbajnokság
  - bronzérmes: 1957
- Európa-bajnokság
  - ezüstérmes (2): 1952, 1954
  - bronzérmes (2): 1950, 1956
- Csehszlovák bajnokság
  - bajnok (2): 1954–55, 1957–58
  - 2. (2): 1955–56, 1956–57
  - 3. (3): 1953–54, 1958–59, 1959–60